# Arturo Abbà
Arturo Abbà (Milano, 31 gennaio 1881 – Milano, 1953) è stato un pittore italiano.

## Biografia
Arturo Abbà è pittore miniaturista e appartiene a quel gruppo di pittori, in gran parte provenienti dalla Brianza, che hanno caratterizzato la pittura tardo ottocentesca lombarda. Fra essi si ricordano Mosè Bianchi, Emilio Gola, Pompeo Mariani, Silvio Poma, Eugenio Spreafico, Emilio Borsa, il Piccio, Emilio Longoni.
Abbà, specializzatosi nell'arte delle miniature, ha partecipato alle più importanti esposizioni dell'Accademia di Brera.
Ha partecipato ad esposizioni a Verona e a Milano, nel 1916, con un suo Autoritratto presso la Mostra della Famiglia Artistica.
Il tema pittorico privilegiato da Abbà è la ritrattistica e molte sue miniature sono conservate nelle collezioni delle famiglie aristocratiche milanesi.
Nel 1924 ha esposto due opere all'Esposizione annuale del Castello Sforzesco:  Ritratto di bimba (miniatura su avorio); Madonnina (miniatura su avorio).

## Opere
Le opere più importanti sono:
- Ritratto di Gabriele D'annunzio;
- Ritratto del Marchese de Capitani d'Arzago
- Ritratto della madre dell'on. Acerbo
- Ritratto della Famiglia dei Conti Borromeo